# Kapucinski samostan Vipavski Križ
Kapucinski samostan svetega Frančiška je samostanski kompleks zgrajen v letih 1637–1943 in stoji v slovenski vasi Vipavski Križ. Spada pod okrilje župnije Vipavski Križ. Samostan ima bogato knjižnico in je odprt za oglede turistov.  Po samostanu so zgradili še samostansko in župnijsko cerkev, ki sta bogato opremljeni in umetnostno-zgodovinsko zelo zanimivi. Cerkev ima lepo rezljane  oltarje, oljne slike in bogato štukaturo v kapeli Svetega Križa. V samostanu je dolgo živel in deloval znameniti pridigar Janez Svetokriški. V njem je pridigal tudi slovenski protestant Primož Trubar.

## Nastanek samostana
Katoliški grofje Attemsi od protestanskih grofov Thurn odkupijo grad in ob njem leta 1637 za kapucine zgradijo samostan in cerkev sv. Frančiška.

## Samostanska knjižnica
Najdragocenejše delo, ki ga hrani samostan, je rokopisni kodeks – molitvenik iz 15. stoletja, pisan v gotski minuskuli in okrašen z bogatimi iluminacijami in inicialkami. Od dragocenosti hrani knjižnica pet knjig pridig Sveti priročnik rojaka kapucina Janeza Svetokriškega, zbrane spise sv. Hieronima v 24 zvezkih, dela sv. Avguština v 18. zvezkih (Benetke 1740-1770), Schönlebnovo Carniolia antiqua et nova (1681), Rogerijev pridigarski priročnik Palmarium Empyreum (1742), itd.
Pri ogledu starega dela knjižnice lahko vidimo okoli 2000 knjig, tiskanih med letoma 1510 in 1800. Celotna samostanska knjižnica pa je originalno štela blizu 25.000 knjig. Precejšnjo škodo je utrpela po letu 1917, ko so jo bili zaradi bližine soške fronte prisiljeni preseliti v Krško. Predvsem med drugo svetovno vojno in po njej so bile knjige v Krškem prepuščene na milost in nemilost komurkoli, z njimi so celo kurili. Tako se je ohranila le desetina prvotnega knjižnega fonda.

## Likovna dediščina
V cerkvi je velika baročna slika »Slava Svete Trojice« (1668) kapucinskega brata Oswalda, ki je v njej združil severne in beneške slogovne prvine. Gre za eno največjih in najlepših baročnih slik na platnu na Slovenskem. Na glavnem oltarju je slika sv. Frančiška in sv. Klare ob Križanem. Podobo sv. Valentina v stranski kapeli je leta 1793 naslikal ljubljanski mojster Jakob Schönberg; v devetdesetih letih 19. stoletja pa je Simon Ogrin izdelal še stropno fresko v prezbiteriju (Porcijunkulski odpustek) in Križev pot.
V molitvenem koru bratov za glavnim oltarjem, pritegnejo pozornost slike Božje Matere, sv. Marjete Kortonske in preroka Natana pred kraljem Davidom. Beneški slog prevladuje tudi v upodobitvi Frančiška Asiškega, ki na gori La Verni prejema Kristusove rane (1630); na koroško slikarsko šolo pa spominja »Sveta (Kristusova) glava«. V samostanski jedilnici pa je ob upodobitvah kapucinskih svetnikov v furlansko-beneškem slogu upodobljena Zadnja večerja iz okoli leta 1700.